# Giuseppe Suriano
Il cavaliere Giuseppe Suriano, detto Peppotto (Crotone, 4 aprile 1765 – Crotone, 3 aprile 1799), è stato un nobile, politico e patriota italiano che fu protagonista insieme a Francesco Antonio Lucifero, Bartolo Villaroja e Giuseppe Ducarne dei moti giacobini crotonesi avvenuti durante la rivoluzione napoletana del 1799.

## Biografia
Nato a Crotone, nell'allora Calabria Ulteriore, da nobile famiglia di origini napoletane, intraprese gli studi nel capoluogo partenopeo aderendo in seguito alla locale loggia massonica dei Liberi Muratori; terminati gli studi fece ritorno a Crotone, dove fondò poi una loggia locale alla quale in seguito vi aderirono nobili, ecclesiastici e vari rappresentanti del ceto medio.
Deputato del consiglio municipale di Crotone, nel 1799 partecipò insieme alle truppe ribelli crotonesi della Rivoluzione nella difesa della città da parte dell'esercito sanfedista del cardinale Fabrizio Ruffo, ma fu poi catturato e imprigionato.
In seguito alla sentenza del 31 marzo per reato di lesa maestà, venne giustiziato nella fortezza di Crotone il 3 aprile 1799.

## Riconoscimenti
- Gli è stata intitolata una via del centro storico di Crotone.